# Madonna del Carmine con sant'Alberto, san Francesco d'Assisi e un francescano
Madonna del Carmine con sant'Alberto, san Francesco d'Assisi e un francescano è un dipinto a olio su tela di Giovanni Francesco Barbieri, detto il Guercino, databile al 1618 e conservato presso la Civica Pinacoteca "il Guercino" di Cento.

## Storia
La pala, un tempo collocata sull'altare della Madonna del Carmine nella chiesa di Santa Maria Annunziata dell'ospedale di Cento, fu pagata dall'Arciconfraternita dell'Annunziata con i fondi lasciati da Antonia Piombini, sorella di Pietro Antonio (il committente della Carraccina di Ludovico Carracci) e moglie di Giovan Paolo Fabri, membro di una famiglia in rapporto con il Guercino almeno dal 1617 fino al 1661. La prima notizia che abbiamo di questo quadro si deve a Girolamo Baruffaldi. Nel volume di accompagnamento della mostra Guercino: catalogo critico dei dipinti Denis Mahon aveva datato la pala al 1615, ma documenti successivi hanno stabilito con precisione la data al 1618, inducendo anche Mahon a rivedere la sua opinione.
Oltre alla datazione, anche l'attribuzione del dipinto è stata problematica fin dagli autori più antichi. Monteforti e Righetti ritenevano che fosse opera di Benedetto Gennari senior, maestro del Guercino (morto nel 1610). Girolamo Baruffaldi riferisce che gli esperti d'arte scorgevano nel dipinto "certi tratti, che mostrano del magistrale". La confusione molto probabilmente è nata perché le due figure più importanti (la Madonna col Bambino e sant'Alberto) sono di altissima qualità, mentre i due francescani sono, invece, molto più ordinari.

## Descrizione e stile

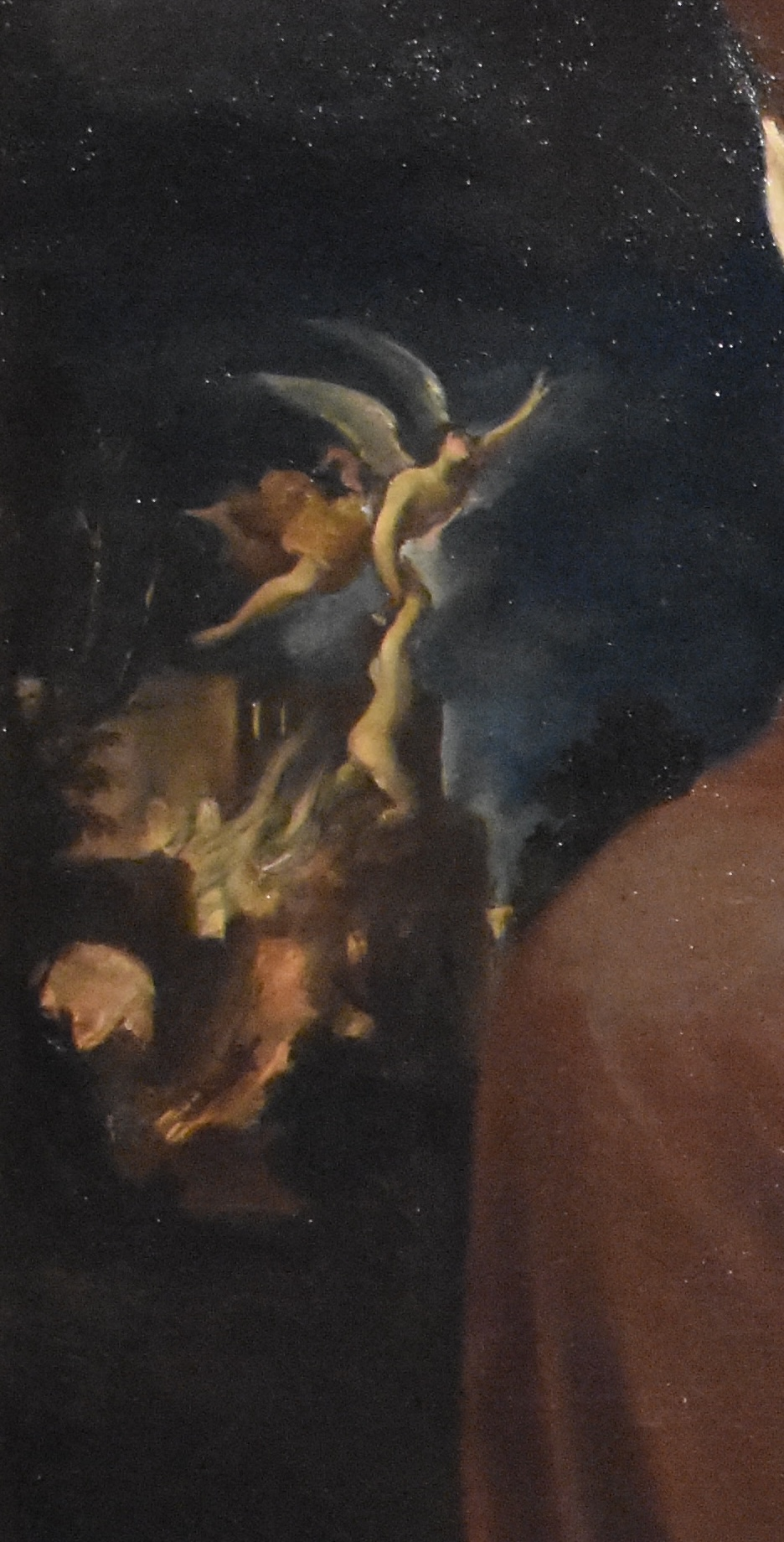
Dettaglio della scena con la salvezza di un’anima

In primo piano campeggia la figura di sant'Alberto, con le braccia sollevate nell’atto di ricevere lo scapolare dalla Madonna. Sebbene il santo carmelitano tradizionalmente raffigurato in questa iconografia sia san Simone Stock, un’incisione in controparte realizzata da Giovanni Battista Pasqualini nel 1623 reca l’iscrizione: La Beata Vergine del Carmine et S. Alberto. Sopra di lui, la Madonna con il Bambino in braccio si sporge lievemente verso il basso, per consegnargli con la mano destra lo scapolare. Le due figure sono avvolte da una massa di nubi che, a partire da tonalità grigio-scure, sfumano verso il rosa attraverso gradazioni bruno-rossastre. La luce proviene dall’alto a sinistra e scende in diagonale verso destra, illuminando selettivamente la Vergine, il Bambino e sant’Alberto. In particolare, il fascio di luce fa risaltare la stola bianco-giallastra del santo, creando un forte contrasto con il bruno del saio. In basso a sinistra si scorge una piccola scena con la salvezza di un’anima: la figura angelica trae una persona dalle fiamme, mentre del demonio si distingue solo l’ombra proiettata. I due frati francescani rappresentati sulla destra, in secondo piano, appaiono di qualità pittorica più modesta rispetto al gruppo principale. Proprio per questo motivo, probabilmente, Giovanni Battista Pasqualini li escluse dalla sua incisione.
Lo stile dell'opera risente di diverse influenze. Nella parte superiore si possono cogliere elementi tipicamente ferraresi, riconducibili allo Scarsellino e, in parte, a Dosso Dossi. È presente anche una vena naturalistica che richiama la tenerezza e l’umanità della pittura di Carlo Bononi. La figura di sant’Alberto costituisce il fulcro espressivo della scena: secondo Mahon, essa possiede «un'ampiezza e una forza drammatica entrambe riconducibili a Ludovico Carracci, e nello stesso tempo comincia già a mostrare la realizzazione vigorosamente naturalistica, che doveva diventare così caratteristica dello stesso Guercino».